# Eremophila metallicorum
Eremophila metallicorum är en flenörtsväxtart som beskrevs av Spencer Le Marchant Moore. Eremophila metallicorum ingår i släktet Eremophila och familjen flenörtsväxter. Inga underarter finns listade i Catalogue of Life.